# Omer Nishani
Omer Nishani (Gjirokastra, 1887. február 5. – Tirana, 1954. május 25.) albán kommunista politikus, diplomata, orvos. Az 1920-as években kezdte politikai pályáját mint egy Zogu-ellenes emigráns politikai szervezet tagja. A második világháború kitörésekor visszatért hazájába, és előbb a fasizmust éltető publicisztikákkal hívta fel magára a figyelmet, majd 1942-ben csatlakozott az Albán Kommunista Párt ellenállási harcaihoz. A kommunista hatalomátvétel idején, 1944-től 1946-ig külügyminiszter, 1945-től 1953-ig pedig az Albán Népgyűlés Elnöki Tanácsának elnöke, kvázi államfői jogkörökkel bíró közjogi méltóság volt. 1953-ban posztjairól lemondatták, a következő évben tisztázatlan körülmények között öngyilkos lett.

## Életútja
A dél-albániai Gjirokastrában született muszlim családban. Konstantinápolyban végzett orvosi tanulmányokat. Harmincas éveiben, az 1920-as években kapcsolódott be hazája politikai életébe. 1924-ben az Amet Zogu hatalmát megdöntő júniusi forradalom és Fan Noli híve volt, részt vett a Zogut és politikustársait távollétükben elítélő perben is.
Miután Zogu 1924 decemberében visszaszerezte a hatalmat, Nishani elhagyni kényszerült az országot. Távollétében a zogista albán bíróság halálra ítélte. 1925-ben Bécsben társalapítója volt a röviden Konare néven ismert Nemzeti Forradalmi Bizottságnak (Komiteti Nacional Revolucionar), amely elsősorban Zogu-ellenes emigráns szervezetként jött létre, de miután a Kommunista Internacionálé pénzelte működését, alapítása az albán kommunista mozgalom egyik nyitányának is tekinthető. 1926 júliusától 1932 áprilisáig Nishani volt az első főszerkesztője a szervezet Genfben megjelenő, Liria Kombëtare (’Nemzeti Szabadság’) című hetilapjának.
Miután az Olasz Királyság 1939 áprilisában lerohanta Albániát, Nishani hazatért, és Albánia fasizálódásának támogatójaként az államtanács tagja lett. Az 1940–1941-es években több az olasz fennhatóságot üdvözlő, az albán bábkormányok támogatására és az Albán Fasiszta Pártba való belépésre ösztönző cikket írt az ország első számú fasiszta lapjába, a Tomoriba. Ezt követően azonban politikai elköteleződése irányt váltott, és bár személyesen nem tudott megjelenni az 1942. szeptemberi pezai konferencián, levélben támogatásáról biztosította az ott megalapítandó, kommunista dominanciájú Nemzeti Felszabadítási Mozgalmat és annak céljait, a megszállók elleni fegyveres harcot. Ezt követően részt vett a nemzeti ellenállási mozgalomban, 1943 augusztusában pedig jelen volt a különböző irányultságú politikai erők összefogását szentesítő mukjei egyezmény aláírásánál.
Az Albán Kommunista Párt 1944. május 24–28-án megrendezett përmeti kongresszusán az ideiglenes törvényhozó testület, a Nemzeti Felszabadítási Főtanács elnökévé, egyúttal a külügyi biztosi tisztséget is rábízták. A kommunista hatalomátvétel előestéjén, 1944. október 23-án Beratban megalakult ideiglenes nemzeti kormány külügyminisztere lett, a tárcát 1946. február 9-éig vezette. Noha az új hatalom alkotmányozó nemzetgyűlése csak egy évvel később ült össze, Nishanit már 1945. március 15-én kinevezték az Albán Népzetgyűlés Elnöki Tanácsának elnökévé, ezzel elsőként töltött be törvényhozás és a végrehajtás szerveit egyesítő, egyfajta államfői szerepkört a népi Albániában. 1952 októberében az államrendőrség, a Sigurimi letartóztatta fivérét, Besim Nishanit, a következő év, 1953 júliusában pedig Omer Nishanit is lemondatták minden tisztéről.
Az albániai kommunista mozgalom korai időszakára vonatkozó visszaemlékezések rövid fasiszta múltja ellenére a szélsőséges elemeket és megnyilvánulásokat ellensúlyozó, mérsékelt politikai hozzáállással jellemezték Nishanit. Összegyűjtött cikkeit és beszédeit 1988-ban adták ki Për Shqipërinë e popullit (’A népi Albániáért’) címmel.

### Halála
Nishanit élete vége felé súlyos betegségek gyötörték, májzsugorban és gümőkórban szenvedett. 1954. május 25-én a késő esti órákban önkezével vetett véget életének, ugyanakkor halálának körülményeit nem tisztázták megnyugtatóan. A gyilkosság lehetséges vádja 2010-ben ismét reflektorfénybe került, amikor az addig titkosított belügyminisztériumi iratok között rábukkantak Nishani halotti jegyzőkönyvére, amelyet az államrendőrség, a Sigurimi emberei vettek fel, és a következő mondatot tartalmazta: „Dr. Omer Nishani két lövéssel öngyilkosságot követett el 1954. május 25-én 23 órakor.”

## Családja
Az 1930-as években házasságot kötött az osztrák Roswitha von Woller publicistával (1896–1971), aki később Trandafile Omer-Nishani néven publikált, egyebek mellett 1933-ban könyvet írt Albánia politikai helyzetéről Albanien: Das Wunschland Mussolinis (’Albánia: Az ország, amelyre Mussolini vágyik’) címmel. A második világháború végétől Nishani politikai kinevezésének az volt a feltétele, hogy osztrák származású feleségétől elváljon. Ő ezt meg is tette,  de Roswitha von Woller ezt követően is Tiranában maradt és mindvégig kapcsolatban állt egykori férjével.